# Anha
Anha es una freguesia portuguesa del concelho de Viana do Castelo, con 9,12 km² de superficie y 2.513 habitantes (2001). Su densidad de población es de 275,5 hab/km².